# Hamushia
Hamushia là một chi bọ cánh cứng trong họ Chrysomelidae.
Chi này được miêu tả khoa học năm 1956 bởi Chûjô.

## Các loài
Các loài trong chi này gồm:
- Hamushia eburata (Harold, 1879)
- Hamushia konishii Chujo, 1956